# راجر دنتون
راجر دنتون (انگلیسی: Roger Denton؛ زادهٔ ۶ ژانویهٔ ۱۹۵۳) بازیکن فوتبال اهل بریتانیا است.
از باشگاه‌هایی که در آن بازی کرده‌است می‌توان به باشگاه فوتبال روچدیل، باشگاه فوتبال بولتون واندررز، و باشگاه فوتبال برادفورد سیتی اشاره کرد.